# The Life and Death of Colonel Blimp
The Life and Death of Colonel Blimp is een Britse dramafilm uit 1943 onder regie van Michael Powell en Emeric Pressburger. Destijds werd de film in het Nederland uitgebracht onder de titel Het begon in Berlijn.

## Verhaal
De Britse generaal-majoor Clive Wynne-Candy was een held in de Boerenoorlogen en in de Eerste Wereldoorlog. Hij had een relatie met drie vrouwen en een hechte band met een Duits legerofficier. Bij de aanvang van de Tweede Wereldoorlog ziet hij echter in dat de wereld voorgoed is veranderd en dat hij niet meer eervol kan strijden zoals vroeger.

## Rolverdeling
| Acteur          | Personage                                    |
| --------------- | -------------------------------------------- |
| James McKechnie | Spud Wilson                                  |
| Neville Mapp    | Stuffy Graves                                |
| Vincent Holman  | Portier (1942)                               |
| Roger Livesey   | Clive Candy                                  |
| David Hutcheson | Hoppy                                        |
| Spencer Trevor  | Period Blimp                                 |
| Roland Culver   | Kolonel Betteridge                           |
| James Knight    | Portier (1902)                               |
| Deborah Kerr    | Edith Hunter / Barbara Wynne / Johnny Cannon |
| Dennis Arundell | Orkestleider                                 |
| David Ward      | Kaunitz                                      |
| Jan Van Loewen  | Verontwaardigde burger                       |
| Valentine Dyall | Von Schönborn                                |
| Carl Jaffe      | Von Reumann                                  |
| Albert Lieven   | Von Ritter                                   |